# Filip Hjulström

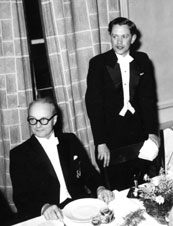
Filip Hjulström (vänster, sittande), Åke Sundborg (höger, stående)

Henning Filip Hjulström, född 6 oktober 1902 i Lungsunds församling, Värmlands län, död 26 mars 1982 i Uppsala, var en svensk naturgeograf. 
Efter studentexamen i Karlstad 1923 blev Hjulström filosofie licentiat 1931, filosofie doktor och docent 1935 samt var professor i geografi vid Uppsala universitet från 1944 och i geografi, särskilt naturgeografi 1947–1968. Han var ledare för svenska Islandsexpeditionen 1951 och upphovsman till Hjulströms diagram. Han tilldelades Vegamedaljen i guld 1970.
Hjulström  var ordförande i Geografilärarnas riksförening 1945–1950 och Svenska nationalkommittén för geografi 1950–1954. Han invaldes som ledamot av Kungliga Fysiografiska Sällskapet i Lund 1945, av Kungliga Humanistiska Vetenskapssamfundet i Lund 1950 och av Kungliga Vetenskapsakademien 1956. Han blev korresponderande ledamot av Geografiska sällskapet i Finland 1950, hedersledamot av Gesellschaft für Erdkunde zu Berlin och Koninklijk Nederlands Aardrijkskundig Genootschap 1954 samt Fränkische Geographische Gesellschaft 1955.
Hjulström var styrelseledamot i Svenska sällskapet för antropologi och geografi från 1946, blev korresponderande ledamot av Geographische Gesellschaft i München 1957, hedersledamot av Det Norske Geografiske Selskap 1961, ledamot av Deutsche Akademie der Naturforscher Leopoldina 1961 och korresponderande ledamot av Bayerische Akademie der Wissenschaften 1963.
Hjulström blev far till skådespelaren Lennart Hjulström samt farfar till Niklas och Carin Hjulström och morfar till Louise Fenger-Krog. Han är begravd på Uppsala gamla kyrkogård.